# Order Gwiazdy Włoch
Order Gwiazdy Włoch (Ordine della Stella d'Italia, OSI) – odznaczenie Republiki Włoskiej, ustanowione 3 lutego 2011, które zastąpiło trójklasowy Order Gwiazdy Solidarności Włoskiej.
Order posiada pięć klas, przy czym w I Klasie wprowadzono stopień specjalny:
- Klasa I:
  - Kawaler Wielkiego Krzyża Honoru (Cavaliere di Gran Croce d’Onore)
  - Kawaler Krzyża Wielkiego (Cavaliere di Gran Croce)
- Klasa II: Wielki Oficer (Grande Ufficiale)
- Klasa III: Komandor (Commendatore)
- Klasa IV: Oficer (Ufficiale)
- Klasa V: Kawaler (Cavaliere)

Wielkim Mistrzem i Kawalerem Wielkiego Krzyża Honoru jest każdorazowy Prezydent Republiki; pierwszym w historii został Giorgio Napolitano.
Pierwsze nadania orderu miały miejsce 2 maja 2012 r.

## Insygnia
Insygnia są zbliżone do poprzednika – Orderu Gwiazdy Solidarności Włoskiej.
Oznaką orderu jest emaliowana na biało czteroramienna gwiazda z czterema zielonymi szpicami między jej ramionami, ze złotym medalionem z godłem republiki pośrodku, otoczonym złotym napisem STELLA D’ITALIA (GWIAZDA WŁOCH) w niebieskim polu. Gwiazda jest nałożona na złoty wieniec laurowy. Oznaka jest zawieszona na czerwonej wstążce z biało-zielonymi bordiurami:
- Klasa I: oznaka zawieszona na wielkiej wstędze noszonej przez prawe ramię do lewego boku. Gwiazda orderowa złota, ośmiopromienna z nałożonym na niej medalionem awersu oznaki (w stopniu specjalnym, medalion na gwieździe otoczony jest emaliowanym na zielono wieńcem laurowym). Gwiazdę nosi się na lewej piersi.
- Klasa II: oznaka zawieszona na wstędze noszonej na szyi. Gwiazda orderowa srebrna, ośmiopromienna z nałożonym na niej medalionem awersu oznaki. Gwiazdę nosi się na lewej piersi.
- Klasa III: oznaka zawieszona na wstędze noszonej na szyi.
- Klasa IV: oznaka zawieszona na wstążce z umieszczoną pośrodku niej rozetką. Noszona na lewej piersi.
- Klasa V: oznaka zawieszona na wstążce noszonej na lewej piersi.

|         |        |          |               |                          |                                 |
| Baretki |        |          |               |                          |                                 |
| Kawaler | Oficer | Komandor | Wielki Oficer | Kawaler Krzyża Wielkiego | Kawaler Wielkiego Krzyża Honoru |